# Ithysia pravaria
Ithysia pravaria är en fjärilsart som beskrevs av Jacob Hübner 1825. Ithysia pravaria ingår i släktet Ithysia och familjen mätare. Inga underarter finns listade i Catalogue of Life.